# Синешапочная птица-мышь
Синеша́почная пти́ца-мышь, или синезаты́лочная пти́ца-мышь (лат. Urocolius macrourus), — вид птиц из семейства птиц-мышей, обладающих очень длинным хвостом. Оперение пепельно-серое с ярко-голубым пятном на затылке и красной маской на лице. Синешапочная птица-мышь обитает в саванне и открытых лесах часто близ крупных водотоков на широкой полосе от атлантического побережья Сенегала и Гамбии до Красного моря в Судане и Джибути и далее на юг до Танзании. Питается мягкими плодами, в том числе инвазивных растений, а также листьями, цветками и бутонами. При достаточном количестве воды поблизости самка откладывает 2—3 белых яйца с рыжими и коричневыми пестринами, из которых через 11 дней на свет появляются слепые и голые птенцы. Уже через 10—12 дней птенцы покидают гнездо, хотя родители продолжают их кормить ещё несколько недель.
Синешапочная птица-мышь была включена в двенадцатое издание «Системы природы» Карла Линнея, увидевшее свет в 1766 году. Учёные выделяют 6—7 подвидов. Ближайшим видом является краснолицая птица-мышь, также из рода Urocolius.

## Описание
Синешапочная птица-мышь имеет длину 33—36 см, из которых 20—28 см приходится на удлинённый хвост, масса птицы — 34—65 г. Длина крыла номинативного подвида составляет 85—95 мм. Херберт Шифтер (Herbert Shifter) в 1975 году указывал длину тела 320—420 мм, а длину хвоста — 210—299 мм. При этом в дикой природе птицы с неповреждённым хвостом полной длины встречаются достаточно редко.
Окраска оперения пепельно-серая, более тёмная сверху. Спереди на голове расположен длинный хохолок, а на затылке — яркое бирюзово-голубое пятно. Половой диморфизм в окраске отсутствует, но очень длинный и тонкий хвост у самца длиннее, чем у самки. Радужка глаза взрослых птиц тёмно-малиновая с тонкой серой каймой, у молодых (до 4—6 месяцев) — коричневая, что позволяет их различать. При этом, в отличие от бурокрылой птицы мыши (Colius striatus), цвет радужки не отличается у разных подвидов.
Для номинативного подвида Urocolius macrourus macrourus характерно пепельно-серое оперение с коричневым оттенком сверху и серовато-охристое снизу; на уздечке (области между глазом и клювом) и вокруг глаз — багрово-красная голая кожа. Клюв в основном малиново-красный, с небольшой чёрной частью. Ноги пурпурно-красные. Молодые птицы отличаются более коротким хохолком, розовой кожей на маске и зеленоватым клювом. Подвид Urocolius macrourus syntactus, который некоторые учёные синонимизируют с номинативным, имеет более бледное, желтоватое оперение по сравнению с номинативным, а подвид Urocolius macrourus laeneni ещё бледнее, он также отличается меньшими размерами. Остальные подвиды учёные выделяют в группу «pulcher» по названию одного из них. Их отличает немного более тёмное, чем у номинативного подвида, оперение с голубоватыми и зеленоватыми оттенками на крыльях и хвосте. При этом подвид Urocolius macrourus pulcher имеет красноватые перья на груди, пепельный отлив в верхней части; он немного крупнее номинативного, длина крыла составляет 87—99 мм. Подвид Urocolius macrourus abyssinicus выделяется более белым горлом и тёмной грудью по сравнению с U. m. pulcher. Подвид Urocolius macrourus griseogularis темнее U. m. pulcher; его горло и грудь серые, красные оттенки отсутствуют. Подвид Urocolius macrourus massaicus бледнее и серее U. m. pulcher.
Состав крови синешапочной птицы-мыши демонстрирует некоторые примитивные характеристики. В ней не удалось обнаружить гемоглобин HbD, присутствующий у большинства птиц, вместо него в крови был обнаружен только HbA, характерный также для крокодилов. Кроме того, эритроциты в крови синешапочных птиц-мышей более длинные, чем у остальных птиц: длина — 12,95±1,23 мкм, ширина — 7,12±0,75 мкм. Изменение уровня глюкозы в крови соответствует циклу день-ночь: концентрация глюкозы ночью на 25,7 % ниже, чем днём. Исследования массы сердца синешапочной птицы-мыши в неволе (у умерших по разным причинам птиц) показали, что при средней массе тела 45,4 г (18 особей) масса сердца составляла 1,06 г. Учёные отметили, что схожие пропорции наблюдаются у некоторых колибри, что указывает на высокую адаптацию к полёту. При этом сердце синешапочной птицы-мыши тяжелее сердца бурокрылой птицы-мыши на 80 % в абсолютных показателях и на 109 % в относительных. Гематологические показатели находятся в ожидаемом для птиц такой массы диапазоне; у самок и самцов синешапочной птицы-мыши различаются такие показатели крови, как число эритроцитов, содержание гемоглобина и гематокрита; они ниже у самок.

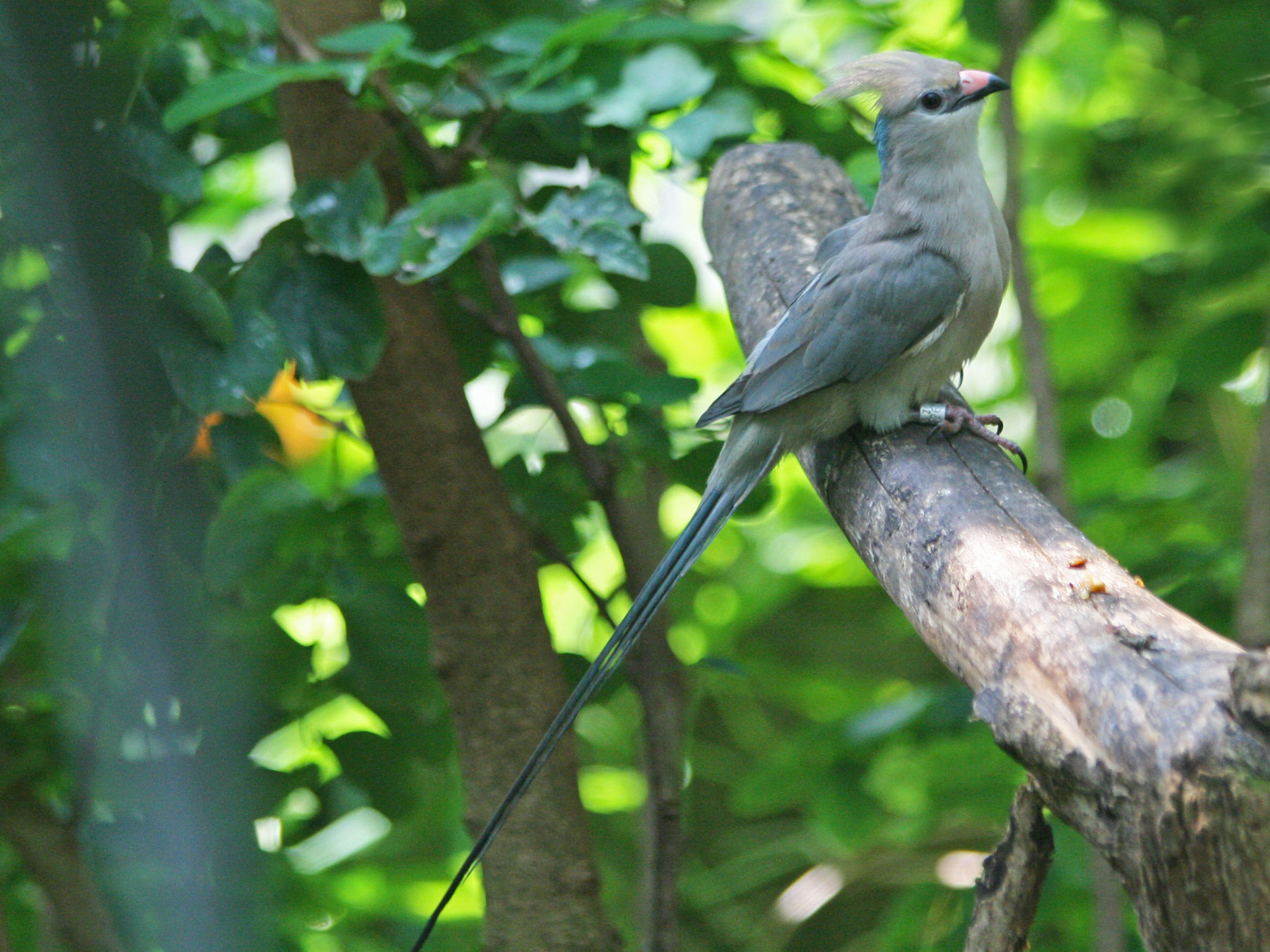
Синешапочная птица-мышь в Зоопарк Северной Каролины

Основной позывкой синешапочной птицы-мыши является громкий, чёткий, свистящий сигнал «tieee», который сидящие на вершине дерева одиночные птицы повторяют каждые 3—5 секунд. Более короткую и слабую версию этого крика можно услышать во время кормления, интервал при этом увеличивается до 10—15 секунд. Прежде чем покинуть кормовую зону, птицы в группах издают «trie-trie», непосредственно перед полётом — «tsie-tsie…» (каждые 0,5 секунды), а в полёте — «trui-tru-tri», «triu-triu» или «tri-truu-truu…». Просящая еду самка издаёт сигнал «cruir-uu-tuit-truit», самец во время ухаживания кричит «tiuee-tuiee…» со скоростью шесть сигналов за 10 секунд. Вокализация включает и другие слабые сигналы. Молодые птицы начинают использовать взрослые позывки, как только покидают гнездо.

## Распространение

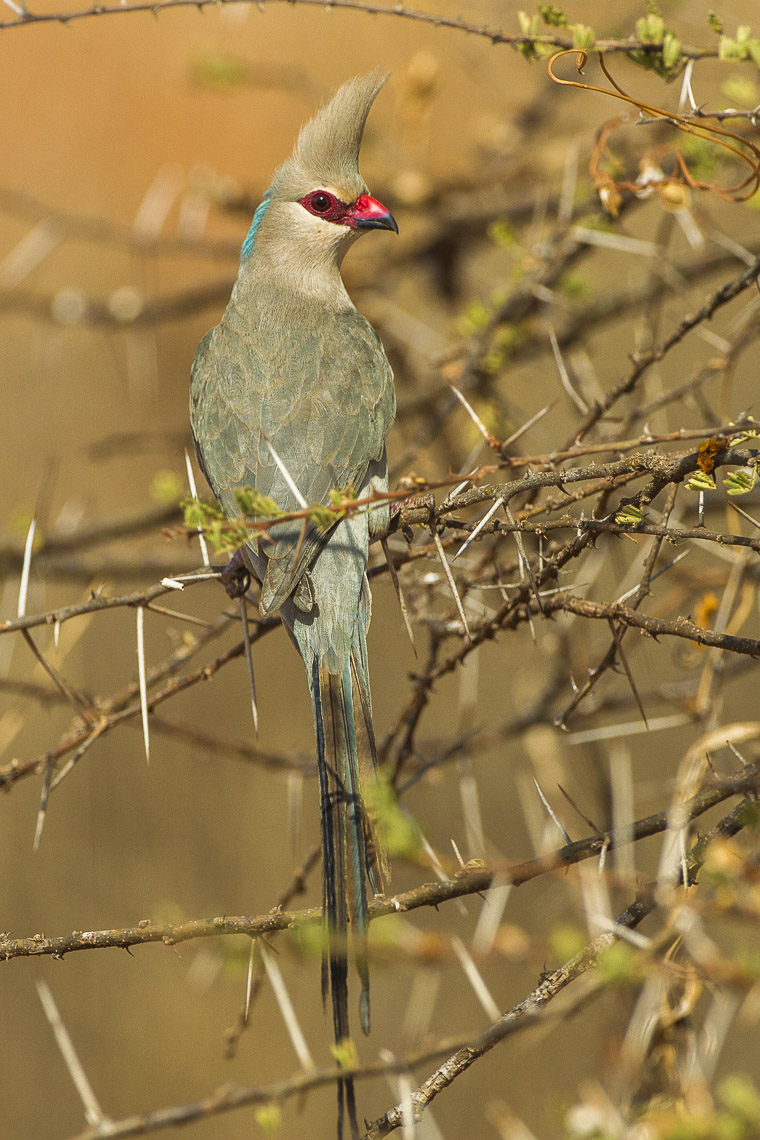
Синешапочная птица-мышь в национальном заповеднике Самбуру в Кении

Ареал синешапочной птицы-мыши простирается широкой полосой от южных районов Сенегала, Гамбии и атлантических берегов Мавритании через зону сахеля по территории Мали, Нигера, Нигерии, Чада до берега Красного моря в Судане и Джибути, далее на юг в Эфиопию, Сомали, Кению, Уганду, Руанду, Бурунди и Танзанию. В Кении птиц обычно отмечают на высоте ниже 1600 м над уровнем моря, но некоторые отметки достигают 1900 м, а в Эфиопии — 2000 м. Согласно Международному союзу охраны природы птицы обитают на высоте до 2100 м, их площадь ареала (англ. Estimated extent of occurrence) составляет 14 700 000 км². Британский орнитолог Джордж Эрнест Шелли в 1885 году ограничивал ареал 15° с. ш. и 5° ю. ш. Некоторые авторы начала XX века ошибочно включают в ареал большую территорию на западе африканского континента до Гвинейского залива.
Синешапочная птица-мышь обитает в саванне, открытых лесах и кустарниках в полузасушливой местности, в частности в терновнике и акации. Любит кустарники вдоль водотоков и около колодцев, финиковые рощи. Селится на окраинах сёл и городов, в садах и на фермах. В некоторых регионах делит ареал с бурокрылой птицей-мышью; в этом случае она предпочитает более засушливые места обитания.

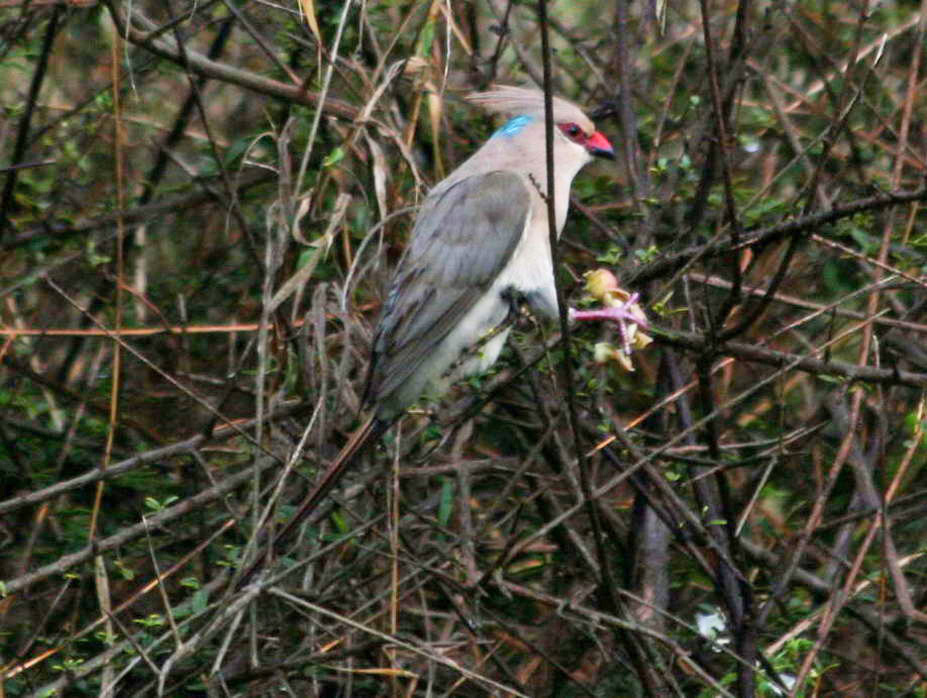
Синешапочная птица-мышь в Танзании

Вид преимущественно ведёт оседлый образ жизни, местами совершая кочёвки. Регулярные перемещения из саванны в речные долины и населённые пункты происходят в засушливый сезон в Сенегале, Мали, Кении и Танзании. Вероятно, с такими перемещениями связаны редкие отметки синешапочной птицы-мыши в Бенине, Гамбии и Гвинее-Бисау.
Международный союз охраны природы относит синешапочную птицу-мышь к видам под наименьшей угрозой (LC), хотя общая численность, по-видимому, уменьшается. Вид широко распространён и довольно часто встречается почти на всём своём ареале. С 1970-х годов наблюдается уменьшение численности в штате Кано на севере Нигерии, птицы редко встречаются в некоторых районах Сомали. Ареал птиц расширяется в Сенегале, где они осваивают культивируемые поля с привезённым нимом (Azadirachta indica). Вместе с тем в Сенегале синешапочные птицы-мыши страдают от фентиона, которым опрыскивают насесты красноклювого ткача (Quelea quelea) для контроля над его популяцией.

## Питание

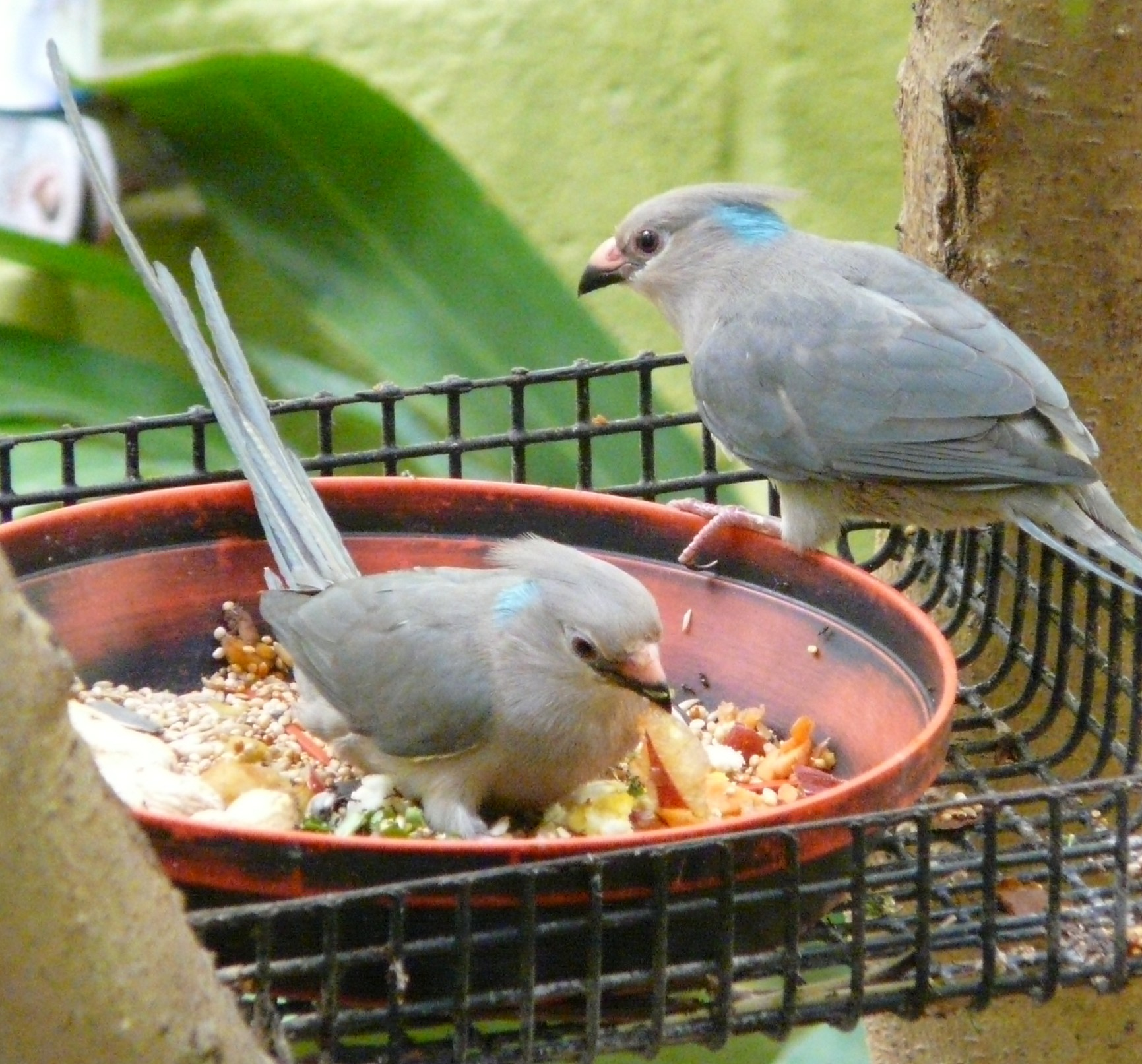
Синешапочная птица-мышь на кормушке в зоопарке Оклахома-Сити

Основу рациона синешапочной птицы-мыши составляют плоды. В некоторых районах Нигера и Чада первостепенное значение имеют ягоды сальвадоры персидской (Salvadora persica), кроме них, в пищу попадают плоды баланитеса египетского (Balanites aegyptiaca), Capparis decidua, Boscia senegalensis, Grewia villosa, тамаринда (Tamaríndus índica), а также видов рода фикус (Ficus), многие культивируемые фрукты, особенно плоды нима (ради них птицы залетают в города). Рацион также включает листья, цветки и бутоны. В неволе птицы никогда не интересуются предоставленными насекомыми.
Обычно синешапочные птицы-мыши кормятся в группах до десяти особей, но иногда размеры стаи достигают 50 птиц. Они перемещаются от одного плодового дерева к другому, каждый день в одно и то же время следуя по строго установленному маршруту. Перелёты между деревьями составляют 20—200 м (в среднем 85 м).
Как и все представители семейства, исключительно травоядные синешапочные птицы-мыши вынуждены впадать в оцепенение, чтобы экономить энергию, которую они получают в небольших количествах. Ральф Шауб (Ralph Schaub) и Рональд Принцингер (Ronald Prinzinger) изучили работу сердца и метаболизм птиц. При достаточном количестве пищи разница между дневной и ночной скоростью метаболизма составляла 40,5 %, при недостатке пищи у особей, впадающих ночью в оцепенение, — 66,1 %. Эти показатели находятся в пределах нормы для класса птиц. Частота сердцебиения и скорость метаболизма голодающих птиц постепенно снижались, а при достижении критической массы в 45 г они впадали в контролируемое оцепенение. При этом сильно снижалась скорость метаболизма и падала температура тела, но значительного снижения сердцебиения не происходило. У синешапочной птицы-мыши самый низкий ритм составил около 90 ударов в минуту. Учёные связывают это с тем, что ритм сердца не может опускаться ниже критических показателей, а также с необходимостью мгновенного пробуждения, для чего кровеносная система должна быть готова к ускорению кровоснабжения. Как бы то ни было, в ночное время частота сердцебиения у синешапочной птицы-мыши составила в среднем 247 ударов в минуту, в то время как оценка на основании других видов птиц (около 30 различных видов) достигала 307—315 ударов в минуту. Учёные сделали вывод, что низкий уровень метаболизма во время оцепенения поддерживается за счёт низкого объёма переносимой крови (0,094 мл за удар во время ночного оцепенения против 0,202 мл в дневное время).

## Размножение
Сезон размножения синешапочной птицы-мыши существенно отличается в различных регионах, но обычно совпадает с сезоном дождей или наступает сразу после него. Его пик приходится на май — июнь в Нигерии, май — июнь и декабрь — февраль — на севере Судана, апрель — июль — в Эфиопии, май — в Кении, март — июнь — в Демократической Республике Конго. В тех регионах, где птицы обитают около постоянных крупных водяных артерий, в которых достаточно воды круглый год (река Сенегал в Западной Африке или Нил в Судане), сезон размножения синешапочной птицы-мыши не зависит от сезона дождей. Птицы моногамны, в неволе пары сохраняются несколько лет. Вероятно, птицы территориальны, но, возможно, они поддерживают кооперативное размножение. Лес Гибсон (Les Gibson) писал, что они не устраивают брачных ритуалов, но в справочнике The Birds of Africa указано брачное поведение самцов, которые приседают на ветке либо двигаются небольшими кругами, поднимают свой хохолок, а также перья на горле и на груди, высоко задирают голову или скрещивают крылья за спиной, сопровождая всё это громкой вокализацией. Танец самца продолжается около 15 минут, перед копуляцией пара трётся клювами.
Неопрятное неглубокое гнездо сложено из веток и скудно выстлано травой и корешками. Материал для гнезда приносит самец, но строительством занимается самка. Гнездо расположено на дереве или колючем кустарнике на высоте 3—4,5 м. Кладка состоит из 1—4 (обычно 2—3) беловатых яиц эллиптической формы с рыжими или коричневыми отметинами, которые достаточно равномерно распределены по яйцу, возможно, встречаясь чаще на тупом конце. Размеры яиц составляют в среднем 20,3 × 14,5 мм (Гибсон писал, что 21 × 16 мм — нормальные размеры, а 20 × 15 мм — меньше нормальных, а Шифтер указывал размеры яиц 18,6—21 × 14,5—15,7 мм). Некоторые исследователи предполагали возможные различия в окраске яиц в зависимости от подвида, но Шифтер усомнился в такой оценке.
Инкубация начинается с первого яйца и по данным в неволе продолжается около 11 дней. В дневное время яйца насиживает самец, ночью — самка. По словам Гибсона, самка насиживала яйца бо́льшую часть времени, а самец кормил её. Когда место на гнезде занимал самец, самка отсутствовала поблизости. При ежедневной проверке яиц самка оставалась на гнезде до тех пор, пока расстояние до человека не становилось меньше метра, но и тогда птица всегда ждала поблизости и сразу после окончания проверки возвращалась на гнездо. При этом в обычной ситуации, когда один из родителей сидит на гнезде, вторая птица подлетает к нему с обычной осторожностью, делая остановки у каждого укрытия. Гибсон также отметил, что у птиц на гнезде хвосты никогда не свисали вниз.
Синешапочные птицы-мыши — птенцовые птицы, их птенцы появляются на свет голыми и слепыми. У них серое тело с желтоватым оттенком и «ужасный» жёлто-зелёный клюв. Вылупившийся птенец весит около 2,3 г (по другим данным, 1,5—2 г). У основания подклювья и по сторонам от него у птенца заметны выпуклые вздутия, которые исчезают к концу первого месяца. Уже на третий день птенцы вдвое больше своих изначальных размеров (5 г), их температура мало отличается от температуры тела взрослых птиц, хотя первую неделю птенцы не способны к активной терморегуляции. В 3—4 дня у птенцов появляются перья крыльев и хвоста; в 4—5 — начинают открываться глаза; в 6—8 — появляются контурные перья. В 6 дней у птенцов полностью открываются глаза, они сидят высунувшись из гнезда и тихо просят еду (масса птенца составляет 17,5 г). Сидящая на гнезде самка кормит их отрыжкой, которую доставляет ей самец. В возрасте 10 дней птенцы начинают использовать оцепенение для сохранения энергии (их масса достигает 27,5 г). К 12-му дню они могут поддерживать температуру 39,4 °C при температуре окружающей среды около 20 °C. В возрасте 10—12 дней и при массе, составляющей 55 % от массы взрослой птицы, птенцы могут покидать гнездо, в это время длина хвоста у них достигает 60—70 мм. При этом они остаются на соседних ветках, а на ночь возвращаются в гнездо вместе с матерью. Только в этом возрасте они начинают получать корм непосредственно от прилетевшего родителя. Короткие перелёты птенцы впервые совершают в возрасте 16—17 дней, но продолжают возвращаться к гнезду до 21-го дня. В 14 дней масса птенцов составляет 30 г, в 18 дней — 33,5 г, в 20 дней — 34,5 г. Следующие 6 недель птенцы продолжают зависеть от родителей, которые их кормят. Массу взрослой птицы птенцы приобретают к 15-й неделе. Вылетевшие из гнезда птенцы напоминают взрослых птиц: у них короче хвост и нет такого красного оттенка ног и клюва, но по словам Гибсона у них уже есть хохолок и голубое пятно. Вместе с тем в справочнике The Birds of Africa указано, что у молодых птиц голубое пятно на затылке отсутствует.
Гибсон также писал про «странные вещи, случившиеся с повторной кладкой» в неволе. Через три недели после появления первых птенцов самка отложила три яйца, а ещё через неделю — ещё два. При этом из первой группы вылупился один птенец, а из второй — оба. Гибсон предположил, что самка узнала о дефектных яйцах, как только птенцы в них перестали развиваться, и отложила новые.
В неволе возраст птиц достигал 11 лет и 5 месяцев.

## Систематика

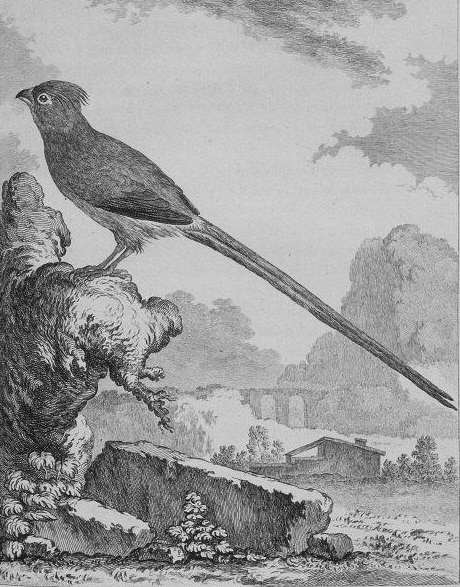
Синешапочная птица-мышь, Жорж-Луи Леклерк де Бюффон, Histoire Naturelle (1770—1783)

Синешапочная птица-мышь под названием Lanius macrourus вошла в двенадцатое издание «Системы природы» шведского натуралиста Карла Линнея, увидевшее свет в 1766 году. Видовое название macrourus образовано из двух греческих слов: др.-греч. μακρός — длинный и др.-греч. οὖρα — хвост; в переводе означает «длиннохвостый». В 1789 году немецкий биолог Иоганн Георг Гмелин в тринадцатом издании «Системы природы» описал Colius senegalensis, обитающий на территории Сенегамбии, который был признан синонимом данного вида.
Ближайшим видом является второй представитель рода Urocolius — краснолицая птица-мышь (Urocolius indicus), с которой они образуют надвид. В некоторых работах середины XX века все шесть видов птиц-мышей сгруппированны в один род, при этом часть учёных объединяла синешапочную и краснолицую птиц-мышей в подрод. Вместе с тем Шифтер говорил, что это отдельные виды, и синешапочная птица-мышь отличается голубым пятном на затылке, которого нет ни у одного подвида краснолицей птицы-мыши, слегка закрученными перьями хохолка и красной радужкой, в отличие от широких прямых перьев хохолка и коричнево-серой радужки у краснолицей. Кроме того, у них заметно отличается вокализация .
Международный союз орнитологов и справочник The Birds of Africa выделяют шесть подвидов синешапочной птицы-мыши:
- Urocolius macrourus macrourus (Linnaeus, 1766) — от Мавритании, Сенегала и Гамбии до восточных районов Эфиопии;
- Urocolius macrourus laeneni (Niethammer, 1955) — плато Аир в Нигере;
- Urocolius macrourus abyssinicus (Schifter, 1975) — от центральных и южных районов Эфиопии до северо-западных районов Сомали;
- Urocolius macrourus pulcher (Neumann, 1900) — от юго-восточных районов Судана и южных районов Сомали через Кению до северо-восточных районов Уганды и северных районов Танзании;
- Urocolius macrourus griseogularis (Van Someren, 1919) — от южных районов Судана и восточных районов Демократической Республики Конго до западных районов Танзании;
- Urocolius macrourus massaicus (Schifter, 1975) — центральные и восточные районы Танзании.

В энциклопедии The Birds of The World описано семь подвидов синешапочной птицы-мыши. Дополнительно из номинативного подвида выделен подвид Urocolius macrourus syntactus, обитающий в сахеле на территории от Мали, южных районов Нигера и северных районов Нигерии на восток до Судана, Эритреи и северных районов Эфиопии (таким образом, ареал номинативного подвида сужается до территории от Сенегала и Гамбии до восточных районо Эфиопии). Некоторые учёные объединяют с номинативным подвидом также подвид U. m. laeneni.
Синешапочные птицы-мыши изображены на почтовых марках Ганы (1964) и Афганистана (1998).